# The Kid
The Kid (literalment en català "El vailet") és una pel·lícula muda estatunidenca escrita, dirigida i protagonitzada per Charles Chaplin, estrenada el 1921. Cal destacar el petit Jackie Coogan com a co-protagonista i estrella infantil. És una de les poques pel·lícules del cinema mut que han mantingut la seva popularitat fins als nostres dies. El 2011, el National Film Registry de la Biblioteca del Congrés dels Estats Units la va seleccionar per a la seva preservació degut al seu interès cultural, històric o estètic.

## Argument
Una noia, Edna, acaba de donar a llum un fill no desitjat. Amb gran dolor decideix deixar el seu nadó dintre de l'elegant automòbil d'una família acabalada, al costat d'una breu nota en què demana que es facin càrrec del seu fill. Però uns delinqüents roben el cotxe i deixen el nen abandonat en una cantonada d'un barri marginal. És allí on un alegre, despreocupat i innocent rodamón el troba. Encara que en diverses ocasions intenta desfer-se d'aquesta responsabilitat, se'n compadeix i decideix adoptar-lo -amb el nom de John- perquè dintre d'una butxaca de la seva roba hi havia una nota, escrita per la seva mare, que deia: "Si us plau estimeu i tingueu cura d'aquest nadó orfe"
Al cap de cinc anys el nen ja sabia fer de tot, cuinar, espavilar-se sol, treballar...
Tots dos sobreviuen inventant divertides trampes, vivint pobrament en un suburbi, però alhora tranquils i feliços. Edna, que s'ha convertit en una famosa i rica actriu, intenta mitigar en part el constant dolor d'haver perdut un fill, i va sovint als suburbis a repartir joguines entre els nens pobres, enmig dels quals hi ha el nen. Quan Edna veu la nota que havia escrit i que Charlot havia guardat com a únic document sobre els orígens del vailet, s'adona que es tracta del fill que havia perdut. Finalment, Edna i el nen es retroben com a mare i fill, i Chaplin és convidat a viure amb ells en la seva luxosa casa, davant la qual, precisament, hi havia hagut l'automòbil on havia deixat el seu fill.

## Dades interessants
Per escriure el guió d'aquesta pel·lícula, Chaplin es va inspirar en la cruesa de la seva infància i en la recent mort del seu fill, que havia nascut prematurament. Va ser una pel·lícula excepcional, en la qual es van incloure molts efectes especials nous per a l'època.
Cal remarcar també l'alcoholisme d'Edna Purviance. Solia arribar tan embriaga als rodatges, que moltes vegades Chaplin va pensar a substituir-la per una altra actriu, Lita Grey, que interpreta el paper de l'àngel de la temptació en l'escena del somni del rodamón. Aquesta actriu més endavant es convertí en l'esposa de Chaplin.
El 2021, coincidint amb el centenari de l'estrena, es reestrena una versió digitalitzada en 4K en un grapat de cinemes catalans.

## Repartiment
- Charlie Chaplin com el vagabund
- Edna Purviance com Edna
- Jackie Coogan com el vailet
- Tom Wilson com el policia
- Lita Grey com l'àngel de la temptació
- Esther Ralston (extra)